# 劝宝超市
劝宝超市，成立于2002年，是一家主要服务于天津市域范围内的连锁超市，总部设在天津，天津市著名商标，由天津市宝坻区供销社控股。

## 历史
宝坻供销社与劝业场合作，取劝业场和宝坻的前一个字，命名为“劝宝”，李树民任劝宝超市首任董事长。2002年8月28日，首店正式建成对外营业，店址为原宝坻工业品市场。2004年8月28日，随着宝鑫景苑店与一中店的开业，企业开始连锁运营。2005年9月30日，成立配送中心。2008年12月28日，投资1.3亿元，建成占地30亩，总建筑面积4.8万平米的劝宝购物广场。